# Geoffrey West

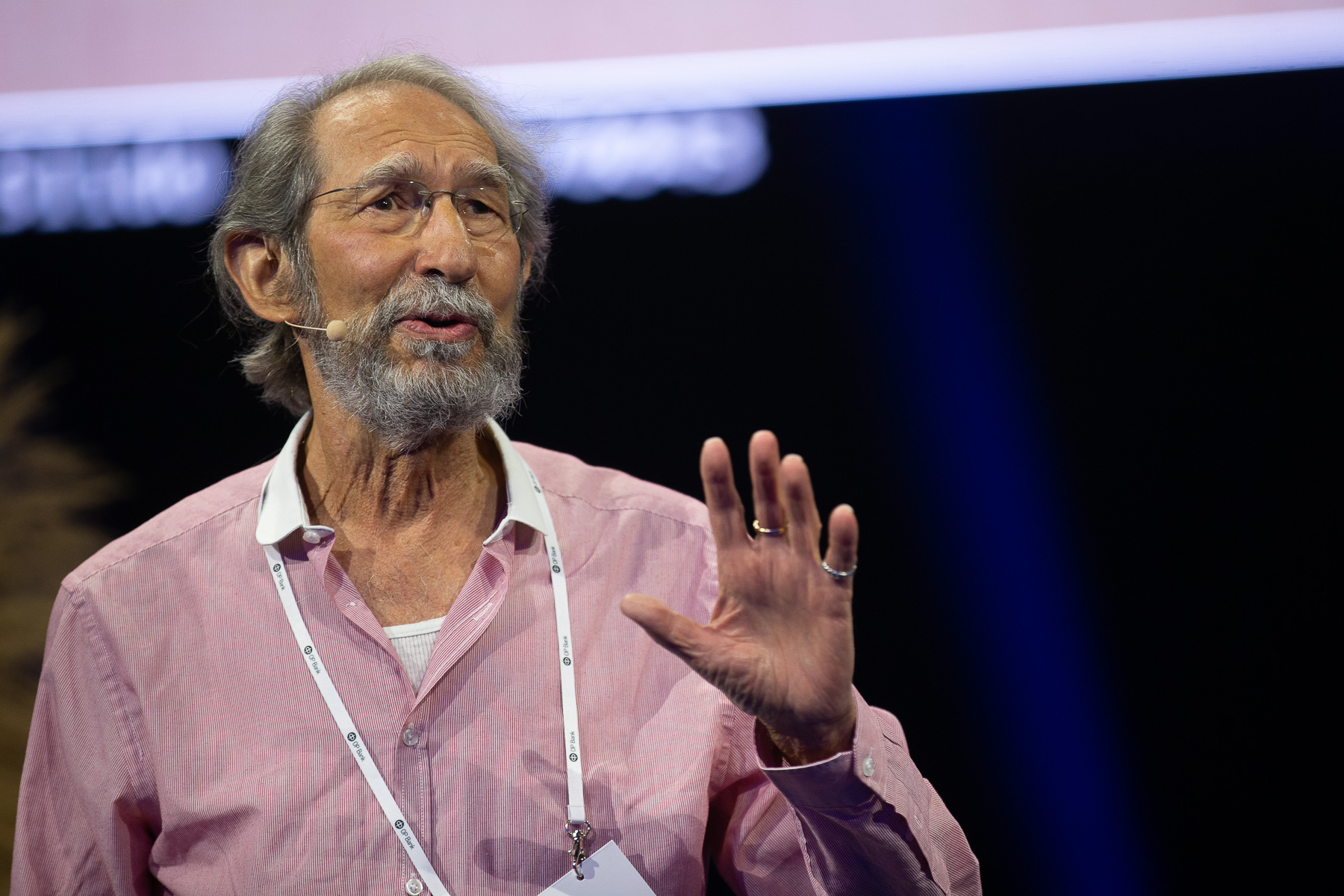
Geoffrey West in 2022

Geoffrey Brian West (Taunton, 1940) is een Brits theoretisch natuurkundige en hoogleraar aan het Santa Fe Instituut.

## Biografie

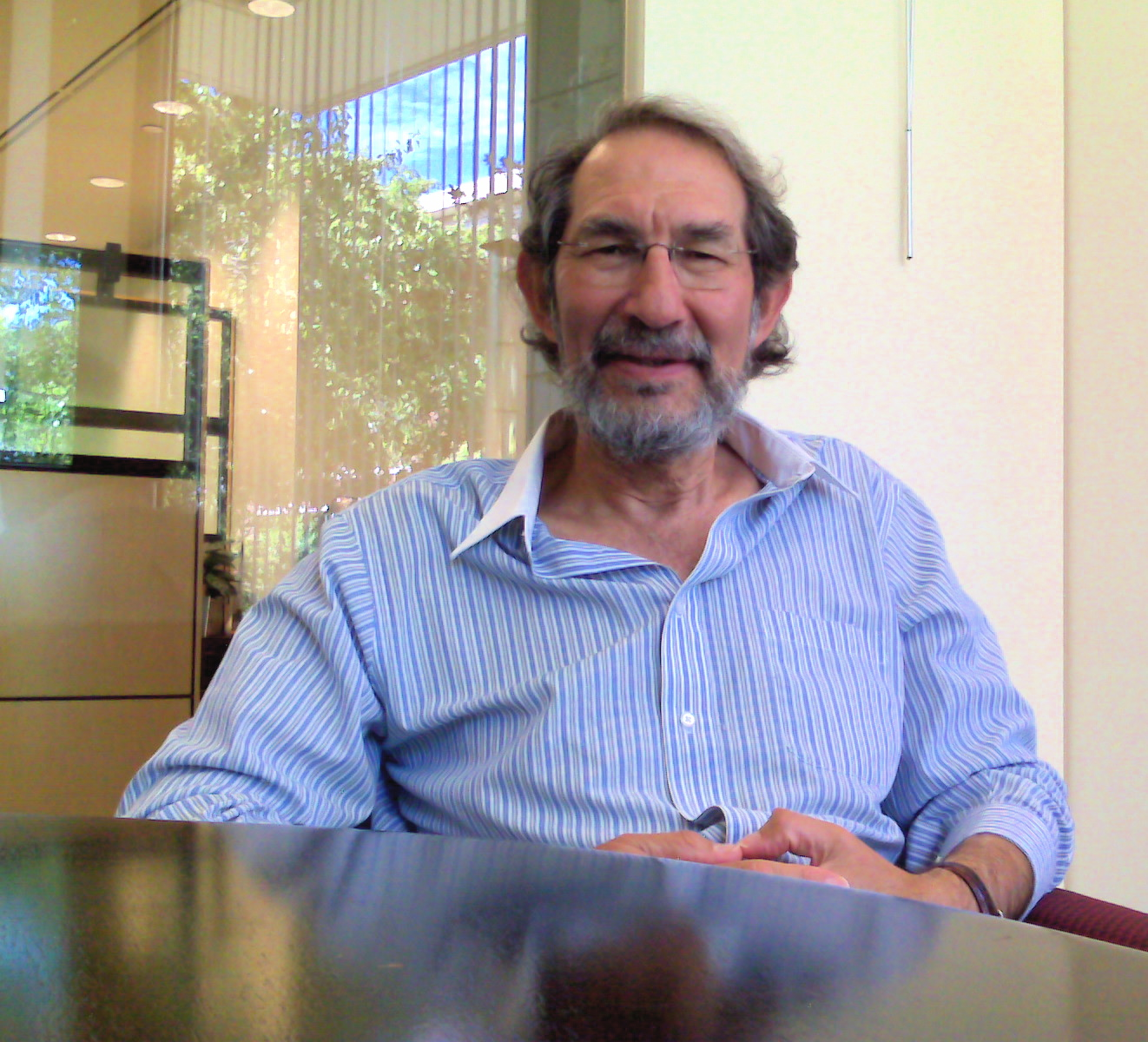
Geoffrey West in 2007

West studeerde wiskunde en natuurkunde aan de Universiteit van Cambridge in Engeland en promoveerde in de theoretische natuurkunde aan de Stanford-universiteit in Californië.
Hij werkte enige tijd aan de faculteit natuurkunde van Stanford, waarna hij overstapte naar het Los Alamos National Laboratory om de onderzoeksgroep in deeltjesfysica te leiden. Eind 1984 was hij medeoprichter van het Santa Fe Instituut. Sindsdien is hij hier hoogleraar, en van juli 2005 tot juli 2009 was hij tevens directeur van het Santa Fe Instituut.
In de mei-editie 2006 van het tijdschrift Time werd West gerekend tot de zestien invloedrijkste wetenschappers en denkers van de wereld van vandaag.

## Werk
In Los Alamos richtte West zijn onderzoek in eerste instantie op de theoretische deeltjesfysica, waarmee hij ook zijn bekendheid verwierf. Vanwege zijn belangstelling voor de biologie ging hij ook de operationele grenzen tussen beide onderzoeken, onder meer door zich te verdiepen in de toepassing van kwantitatieve methoden bij biologische problemen zoals het verouderingsproces. Halverwege de jaren negentig verschoof zijn belangstelling naar de biologische fysica en de studie van complexe systemen van tumorontwikkeling, het transport van voedingsstoffen door het organisme en sociale ecosystemen.

## Publicaties
West publiceerde verscheidene artikelen en redigeerde enige boeken, waaronder:
- 1988. Particle Physics: A Los Alamos Primer. Met Necia Grant Cooper.
- 2000. Scaling in Biology. Met James H. Brown (red.). Santa Fe Institute.